# Aleja jałowców w Lipowcu
Aleja jałowców w Lipowcu – aleja okazałych jałowców, znajdująca się nieopodal Lipowca niedaleko Szczytna (województwo warmińsko-mazurskie).
Zespół ponad dwudziestu okazałych jałowców (Juniperus L.) zlokalizowany jest wzdłuż leśnej drogi, na południowy zachód od Lipowca (około 2 km). Wysokość drzew dochodzi do kilku metrów. Najokazalszy z nich (ponad 12 m, obwód około 2 m) usechł około 2000. Drzewo ścięto i położono przy drodze, jako ławę dla turystów, jednak z czasem został rozkradziony, jako poszukiwany materiał do wędzenia wyrobów mięsnych. Obecnie (2010) pozostało z niego trochę spróchniałych resztek.
Aleja leży na Szlaku Mazursko-Kurpiowskim.